# Piazza del Duomo (Altamura)
La piazza del Duomo (più frequentemente detta piazza Duomo) è la piazza principale e più centrale della città di Altamura, in Puglia. È nota soprattutto per essere al centro del corso più importante e centrale della città di Altamura, ossia corso Federico II di Svevia. Inoltre, nella piazza si trova la chiesa principale della città, la cattedrale di Altamura, ed è nota anche perché nella piazza fu piantato l'albero della libertà durante la Rivoluzione di Altamura (1799).

## Storia
La piazza è da sempre stata al centro della città di Altamura, sia per posizione che per importanza. Tra gli eventi più importanti per la piazza vi è sicuramente l'intervento di Federico d'Aragona il quale, nel 1494, acquistò molte case situate nell'odierna piazza e le fece demolire per crearvi lo spiazzo.

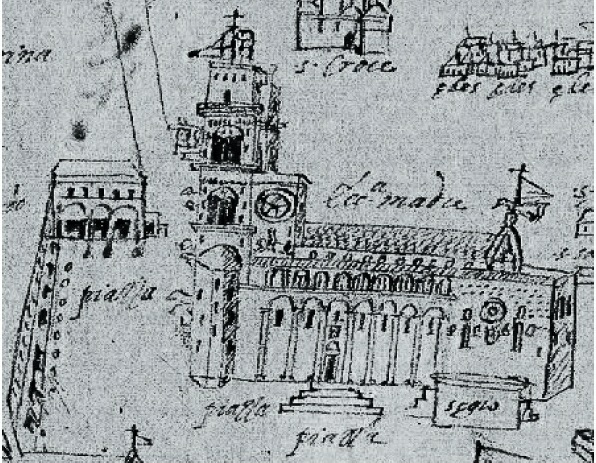
La cattedrale nel disegno P/33 delle carte di Angelo Rocca, conservate presso la Biblioteca Angelica di Roma

All'epoca era noto perché vi si teneva un importante mercato giornaliero e vi si decidevano i prezzi delle derrate alimentari. Inoltre, di fronte all'entrata della cattedrale di Altamura (la zona dell'attuale palazzo Melodia), vi era un rifugio per i poveri, noto come hospitium maioris ecclesie. Nel Cinquecento i locali vennero trasformati in dieci botteghe con porticato e rimanevano di proprietà della chiesa madre, la quale dava i locali in enfiteusi a privati. La notizia dell'esistenza di dieci botteghe è confermata anche dal disegno risalente agli ultimi anni del XVI secolo e conservato nella Biblioteca Angelica di Roma; le porte nel disegno sono esattamente dieci. Nel XVIII secolo, le botteghe in questione erano l'unico luogo in cui si poteva acquistare carne in città, per via della tassa sulle carni da pagare alla chiesa madre.
La piazza era chiamata platea rerum venalium ed era considerata una residenza prestigiosa.
Come si nota dallo stesso disegno (P/33) di Angelo Rocca, l'odierna torre dell'orologio non era ancora stata costruita. Essa fu costruita nel 1858 su progetto dell'architetto Corradino de Judicibus.

## Il seggio
Precedentemente, nello stesso luogo in cui oggi vi è la torre dell'orologio vi era un "seggio", una sorta di palco in cui i rappresentanti dei nobili e del popolo si incontravano per discutere delle questioni della città. Inizialmente il seggio era situato nell'area dell'attuale cappella di San Biagio (a fianco della chiesa di San Nicola dei Greci); verso la fine del Cinquecento fu spostato nell'area dell'attuale torre dell'orologio e lì fu demolito e ricostruito nel 1654. Nel 1815, il palco fu convertito in un'area per esibizioni teatrali e spettacoli, mentre nel 1858 fu demolito e sostituito dalla torre dell'orologio, progettata dall'architetto Corradino de Judicibus.
In corrispondenza dell'attuale torre dell'orologio, inoltre, la cattedrale di Altamura aveva anche un rosone e delle finestre, oggi non più esistenti.

## Una rissa
Il 1º luglio 1580 scoppiò anche una rissa nella piazza, che coinvolse Epifanio Corrado e Graziano Filo, probabilmente non l'unica. I due contendenti morirono per le ferite causate dai colpi di spada e dai lanci di pietre. Graziano Filo assalì per primo Epifanio Corrado, "il quale ferito andò a cadere presso i cassoni della piazza, dove si vendono le frutte". Dopo pochi giorni, morì anche Graziano Filo a causa delle pugnalate ricevute e delle ferite al capo.

## La statua di Astrea

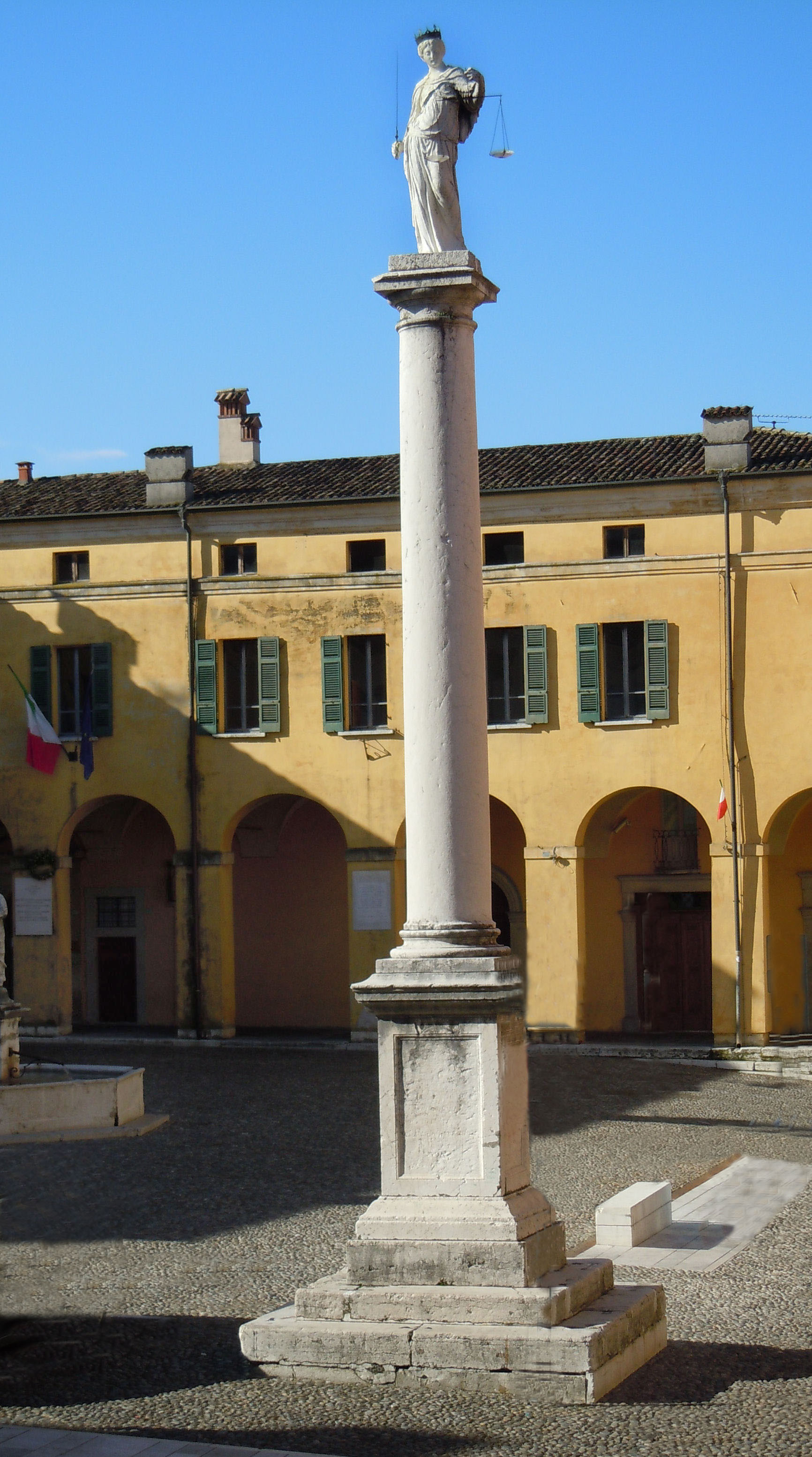
Castiglione delle Stiviere, colonna della Giustizia con statua di Astrea, con in mano bilancia e spada e con indosso un diadema

Cesare Orlandi, nella sua opera Delle città d'Italia (1770), scrive che nella piazza era presente, alla fine del Settecento, una statua di Astrea, simbolo della giustizia e della pace, su un piedistallo molto elevato e posizionata "in fondo della Piazza". Nella stessa opera è definita il "Genio di Altamura". La statua aveva nella mano sinistra una bilancia e nella mano destra una spada. Inoltre aveva un diadema sul capo. Al monumento era annessa l'iscrizione Justitia & Pax osculatae sunt. La statua oggi non è più presente e non si conosce la sua data di demolizione.

## La Rivoluzione altamurana
Il 18 gennaio 1799 furono uccisi, nella "pubblica piazza", Felice Schiraldi e il padre, uomini del governatore Gennaro Taveri, per opera dei Giannuzzi. Questò provocò la fuga, il 21 gennaio 1799, dello stesso governatore e in città venne a crearsi uno stato di anarchia, che fu sia inizio, sia una delle concause della Rivoluzione altamurana (1799).
Nello stesso periodo, inoltre, fu piantato nella piazza l'albero della libertà, principalmente per opera del chirurgo lombardo Attanasio Calderini, il quale, con l'arrivo di Fabrizio Ruffo e dei sanfedisti, fu sostituito da una croce.

## Galleria d'immagini

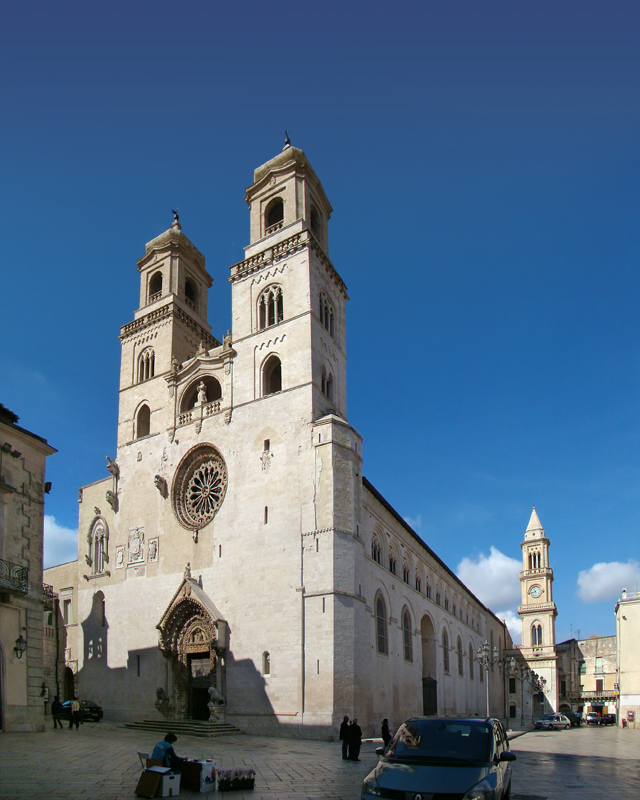
La cattedrale di Altamura
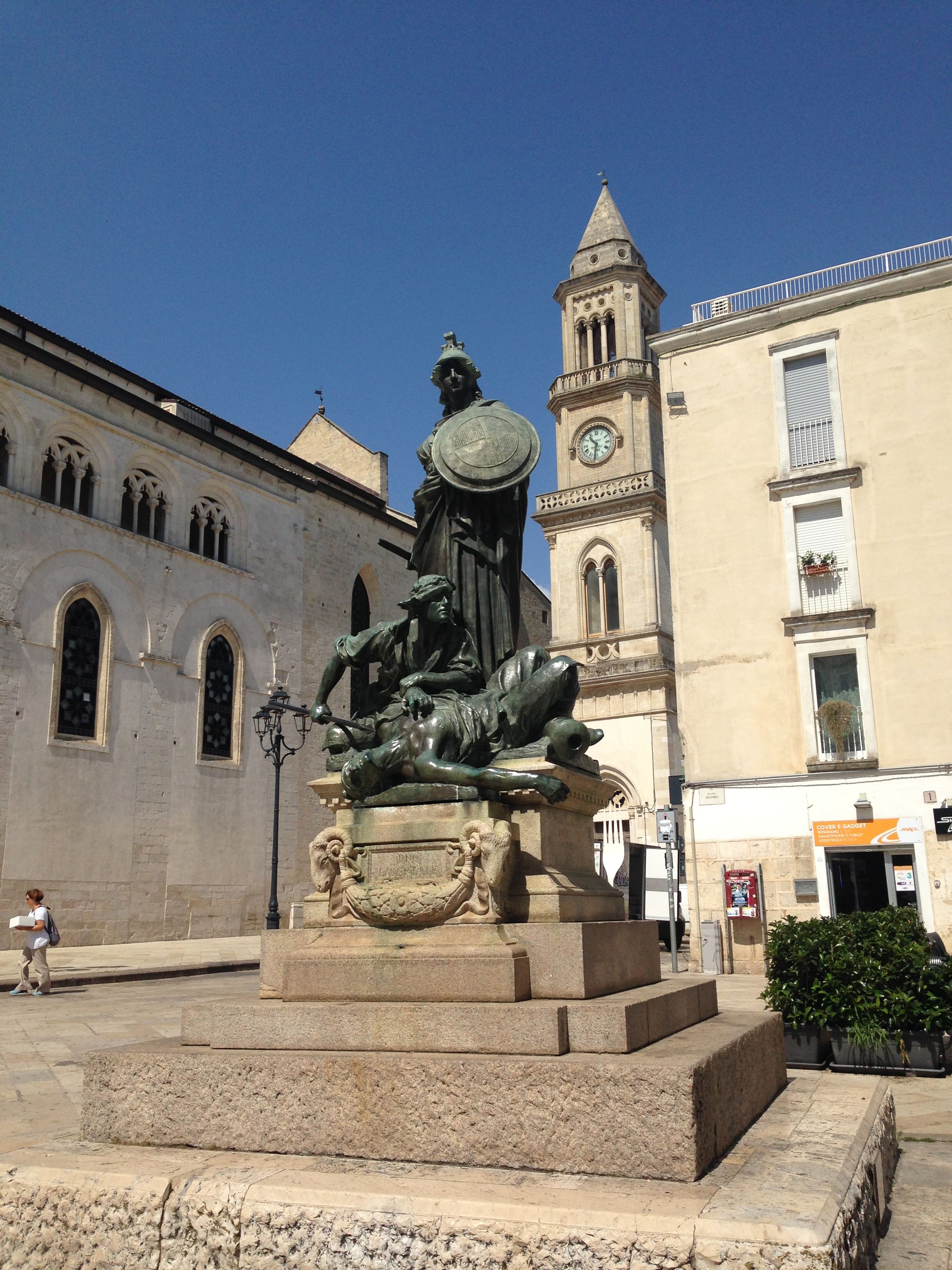
Monumento ai martiri della rivoluzione del 1799 - Arnaldo Zocchi (1899)